# De aquí se ve tu casa
De aquí se ve tu casa es una novela breve, destinada a los jóvenes, escrita por el autor chileno Patricio Jara y publicada bajo este título en la Serie Roja de la Alfaguara en 2004. Sin embargo, se trata en realidad de una reedición, ya que la obra había sido publicada anteriormente, en 1999, aunque bajo otro nombre, Ave satani, por la Universidad José Santos Ossa, de Antofagasta, ciudad natal del autor.

## Argumento
Dos jóvenes, Diego y Mari, son una joven pareja universitaria interesada en la música y en divertirse. Todo marcha bien hasta que surge un problema en la alcantarilla de su departamento en Antofagasta. Llaman a Don Waldo, un gásfiter muy particular, de baja estatura, enormes manos, un gran maletín con herramientas y muy religioso, quien, a pesar de sus esfuerzos, no logra solucionar el problema. 
La cañería no cede, de modo que el rock "satánico" o metal, música favorita de Diego, y el fervor religioso se enfrentarán en una divertida batalla entre el bien y el mal en la azotea del edificio. Una batalla que hará descubrir a sus protagonistas que hay cosas con las que es mejor no jugar. El libro tiene un final abierto para que el lector saque las conclusiones por sí mismo. 
Por cierto, el autor, Patricio Jara, es un fanático del rock extremo y, además de sus crónicas en la revista Rolling Stone, ha publicado dos libros sobre el tema: Pájaros negros, compilación de artículos que conforman una especie de historia personal de la música metal chilena, y una biografía de la banda de death/thrash metal Pentagram.